# Stila dej inte
Stila dej inte är Attentats andra singel inspelad i mars 1979 i Nacksvings mobila studio i Göteborg. Tekniker var Johannes Leyman. Singeln släpptes första gången i december 1979 på Attentats egen skivetikett Rykkman Rekkords. Därefter har singeln återutgivits vid ett flertal tillfällen, senast år 2003 med en liveinspelning från 1979 av ”Inte någonstans” som extraspår.
Medverkar gör Mats Jönsson, Magnus Rydman, Cristian Odin och Peter Björklund.
Skivomslaget är designat av konstnären Håkan Sandsjö och har uppmärksammats internationellt som ett tidstypiskt punkomslag, så sent som 2008 av tyska snabbmatsrestaurangen White Trash Fast Food som använt omslaget i sin marknadsföring och i sina trycksaker.  Omslaget som bygger på svartvita bilder från en Attentatspelning 1979 har även ställts ut på Borås konstmuseum 2014 och på kulturhusen i Västra Frölunda, Angered och Stenungsund 2003. 